# Siltite
Le siltiti sono rocce sedimentarie appartenenti alla categoria delle rocce clastiche, in particolare delle cosiddette Peliti o Lutiti.
Le siltiti sono il prodotto della cementazione diagenetica del silt, ovvero di un sedimento caratterizzato da una granulometria compresa tra 1/16 e 1/256 di mm.
Esse sono costituite da una frazione detritica litica consistente spesso in frammenti di minerali tipo feldspati, miche e quarzo, derivanti dalla disgregazione di preesistenti rocce.